# Hanna Glas
Hanna Glas (16 april 1993) is een Zweeds voetbalspeelster.

## Statistieken
| Seizoen | Club              | Land          | Competitie         | Wedstrijden | Doelpunten |
| ------- | ----------------- | ------------- | ------------------ | ----------- | ---------- |
| 2011    | Sundsvall DFF     | Zweden        | ELI                | 16          | 0          |
| 2012    | Sundsvall DFF     | Zweden        | ELI                | 20          | 2          |
| 2013    | Sunnanå SK        | Zweden        | DAM                | 0           | 0          |
| 2014    | Umeå IK           | Zweden        | DAM                | 16          | 1          |
| 2015    | Umeå IK           | Zweden        | DAM                | 17          | 1          |
| 2016    | Umeå IK           | Zweden        | DAM                | 10          | 0          |
| 2017    | Eskilstuna United | Zweden        | DAM                | 22          | 0          |
| 2018    | Eskilstuna United | Zweden        | DAM                | 16          | 1          |
| 2018/19 | PSG               | FD1 Frankrijk | Eredivisie         | 14          | 1          |
| 2019/20 | PSG               | FD1 Frankrijk | Eredivisie         | 5           | 1          |
| 2020/21 | Bayern München    | FRB Duitsland | Vrouwen Eredivisie | 8           | 1          |
| Totaal  | Totaal            | Totaal        | Totaal             | 144         | 8          |

Laatste update: november 2020

## Palmares
In seizoen 2011/12 won Glas het UEFA U19 Championship Women. In 2018 won ze de Algarve Cup.

## Interlands
Glas speelde bij Zweden O17, O19 en O23. Met O19 werd zij in 2012 Europees kampioen. In januari 2017 kwam ze voor het eerst uit voor het Zweeds voetbalelftal.
1: Lindahl ·
2: Andersson ·
3: Sembrant ·
4: Glas ·
5: Fischer ·
6: Eriksson ·
7: Janogy ·
8: Hurtig ·
9: Asllani ·
10: Jakobsson ·
11: Blackstenius · 12: Falk · 13: Ilestedt · 14: Roddar · 15: Björn · 16: Zigiotti Olme · 17: Seger · 18: Rolfö · 19: Anvegård · 20: Larsson · 21: Mušović · 22: Schough · 23: Rubensson · Coach: Gerhardsson